# 2008-as japán rali

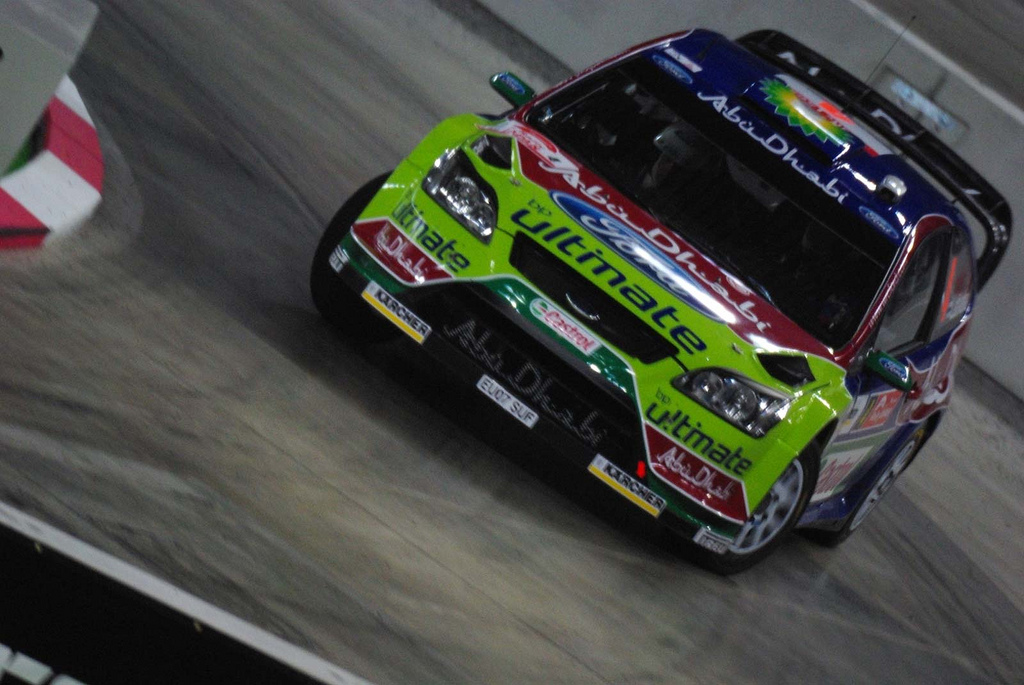
Jari-Matti Latvala a Sapporo Dome-ban tartott szakaszon

A 2008-as japán rali (hivatalosan: 5th Pioneer Carrozzeria Rally Japan) volt a 2008-as rali-világbajnokság tizennegyedik futama. Október 31 és november 2 között került megrendezésre, 29 gyorsasági szakaszból állt, melyek össztávja 344 kilométert tett ki. A versenyen 86 páros indult, melyből 57 ért célba.
A versenyt, az elmúlt évet követően ismét a finn Mikko Hirvonen nyerte. Másodikként csapat és honfitársa Jari-Matti Latvala végzett, harmadik pedig Sébastien Loeb lett, aki az itt szerzett hat pontjával megnyerte a világbajnokságot. Ezzel ő lett a rali-világbajnokság történetének egyetlen ötszörös bajnoka.
A futam az N csoportos rali-világbajnokság szezonbeli hetedik futama is volt egyben. Ezt az értékelést Juho Hänninen nyerte, Jevgenyij Novikov és Arai Tosihiro előtt.

## Beszámoló
Első nap

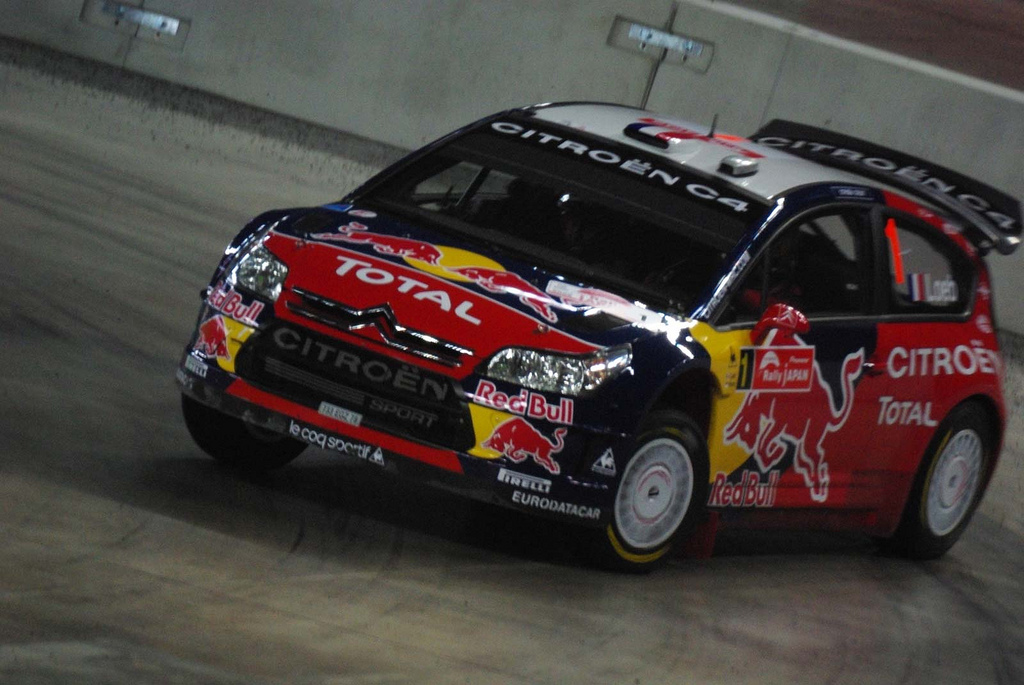
Loeb a harmadik helyen végzett

A tervezett tíz gyorsasági szakaszából az erős havazás, valamit baleset miatt mindössze hetet tartottak meg. A saras pályákhoz a Ford pilótái alkalmazkodtak a legjobban. Az első szakaszok után Hirvonen, Duval, Latvala, Loeb volt a sorrend. A hatodik gyorson a Ford belga versenyzője, Duval, öt kilométerrel a rajt után megcsúszott, és keresztbe fordulva egy fémkorlátnak csapódott. Az ütközés ereje a navigátor oldalát érte. Patrick Pivato megsérült, és a gyorsan a helyszínre érkező mentők segítségére szorult. Privatot medence- és sípcsonttöréssel még aznap megműtötték. A következő két szakaszt a baleset, és a rossz időjárás miatt törölték a rendezők. A napot Hirvonen zárta az élen, mögötte Latvala és Loeb zárt. A hazai versenyén szereplő két Subaru, Atkinson és Solberg a negyedik és az ötödik helyen állt ekkor. Wilson volt a hatodik, Andersson és Gardemeister pedig a hetedik, nyolcadik pozícióban zárta a napot.
Második nap

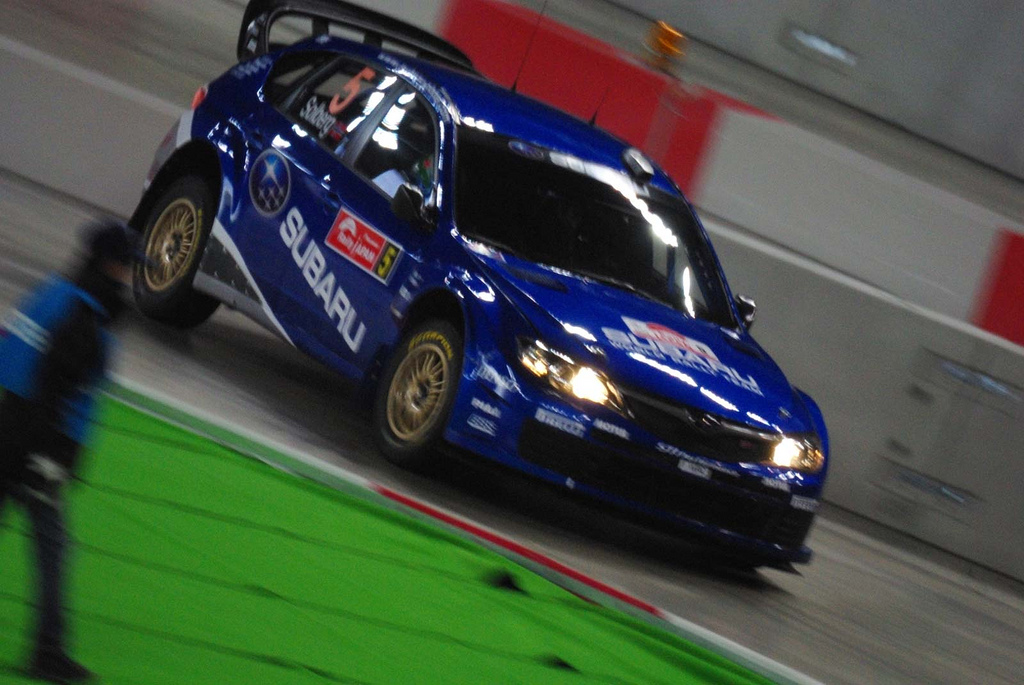
Petter Solberg öt pozíciót javított az utolsó napon

A nap folyamán nem változott az első négy sorrendje. Továbbra is Hirvonen vezetett, csapattársa Latvala, Loeb és Atkinson előtt. Az utolsó gyorsaságik már sötétben zajlottak. Petter Solberg egy ilyen szakaszon az árokba hajtott, megforgott, és odaütötte a Subaru hátsó futóművét. A nap végén Wilson állt az ötödik helyen, mögötte Gardemeister, Andersson és Villagra volt a sorrend.
Harmadik nap
Az első négy helyen ezen a napon sem változott az állás. Mikko Hirvonen 2007 után újfent megnyerte a versenyt. Második Latvala, harmadik pedig az ötödik világbajnoki címét nyerő, Sébastien Loeb lett. Atkinson maradt negyedik. A két Suzuki, Andersson, Gardemeister sorrendben pedig az ötödik, hatodik helyen zárt. Wilson a hetedik helyre csúszott vissza, míg az utolsó pontszerző pozícióra Petter Solberg zárkózott fel.
Henning Solberg a huszonharmadik szakaszon esett ki, miután összetörte a Focus WRC-t.

## Szakaszok
| Nap                 | #   | Rajtidő | Szakasz    | Hossz    | Győztes                      | Idő     | Átlag seb. | Versenyben vezető |
| ------------------- | --- | ------- | ---------- | -------- | ---------------------------- | ------- | ---------- | ----------------- |
| 1. nap (Október 31) | 1.  | 09:11   | Heper 1    | 13,24 km | Mikko Hirvonen               | 9:57.9  | 79,7 km/h  | Mikko Hirvonen    |
| 1. nap (Október 31) | 2.  | 09:39   | Yuparo 1   | 11,10 km | Mikko Hirvonen               | 8:24.2  | 79,3 km/h  | Mikko Hirvonen    |
| 1. nap (Október 31) | 3.  | 10:42   | Isepo 1    | 13,67 km | Törölve                      | Törölve | Törölve    | Mikko Hirvonen    |
| 1. nap (Október 31) | 4.  | 11:28   | Pipaoi 1   | 5,74 km  | Sébastien Loeb               | 3:17.3  | 104,7 km/h | Mikko Hirvonen    |
| 1. nap (Október 31) | 5.  | 14:28   | Heper 2    | 13,24 km | Mikko Hirvonen               | 9:35.6  | 82,8 km/h  | Mikko Hirvonen    |
| 1. nap (Október 31) | 6.  | 14:56   | Yuparo 2   | 11,10 km | Mikko Hirvonen               | 8:02.5  | 82,8 km/h  | Mikko Hirvonen    |
| 1. nap (Október 31) | 7.  | 15:59   | Isepo 2    | 13,67 km | Törölve                      | Törölve | Törölve    | Mikko Hirvonen    |
| 1. nap (Október 31) | 8.  | 16:45   | Pipaoi 2   | 5,74 km  | Törölve                      | Törölve | Törölve    | Mikko Hirvonen    |
| 1. nap (Október 31) | 9.  | 18:14   | Sapporo 1  | 1,49 km  | Mikko Hirvonen               | 1:39.4  | 54,0 km/h  | Mikko Hirvonen    |
| 1. nap (Október 31) | 10. | 18:24   | Sapporo 2  | 1,49 km  | Mikko Hirvonen               | 1:41.6  | 52,8 km/h  | Mikko Hirvonen    |
| 2. nap (November 1) | 11. | 08:28   | Imeru 1    | 2,30 km  | Dani Sordo                   | 1:42.5  | 80,8 km/h  | Mikko Hirvonen    |
| 2. nap (November 1) | 12. | 09:21   | Nikara 1   | 31,12 km | Petter Solberg               | 18:37.0 | 100,3 km/h | Mikko Hirvonen    |
| 2. nap (November 1) | 13. | 10:37   | Kamuycep 1 | 33,66 km | Jari-Matti Latvala           | 21:58.1 | 91,9 km/h  | Mikko Hirvonen    |
| 2. nap (November 1) | 14. | 11:32   | Kina 1     | 9,55 km  | Henning Solberg              | 5:54.6  | 97,0 km/h  | Mikko Hirvonen    |
| 2. nap (November 1) | 15. | 13:50   | Imeru 2    | 2,30 km  | Sébastien Loeb               | 1:42.5  | 80,8 km/h  | Mikko Hirvonen    |
| 2. nap (November 1) | 16. | 14:43   | Nikara 2   | 31,12 km | Jari-Matti Latvala           | 18:22.8 | 101,6 km/h | Mikko Hirvonen    |
| 2. nap (November 1) | 17. | 15:59   | Kamuycep 2 | 33,66 km | Mikko Hirvonen               | 21:22.7 | 94,5 km/h  | Mikko Hirvonen    |
| 2. nap (November 1) | 18. | 16:54   | Kina 2     | 9,55 km  | Mikko Hirvonen               | 5:54.3  | 97,0 km/h  | Mikko Hirvonen    |
| 2. nap (November 1) | 19  | 18:09   | Sapporo 3  | 1,49 km  | Toni Gardemeister Dani Sordo | 1:25.4  | 62,8 km/h  | Mikko Hirvonen    |
| 2. nap (November 1) | 20. | 18:09   | Sapporo 4  | 1,49 km  | Dani Sordo                   | 1:23.2  | 64,5 km/h  | Mikko Hirvonen    |
| 3. nap (November 2) | 21. | 07:07   | Koyka 1    | 3,57 km  | Petter Solberg               | 2:00.2  | 106,9 km/h | Mikko Hirvonen    |
| 3. nap (November 2) | 22. | 07:56   | Iwanke 1   | 13,57 km | Mikko Hirvonen               | 8:13.0  | 99,1 km/h  | Mikko Hirvonen    |
| 3. nap (November 2) | 23. | 08:21   | Sikot 1    | 27,76 km | Jari-Matti Latvala           | 17:49.5 | 93,4 km/h  | Mikko Hirvonen    |
| 3. nap (November 2) | 24. | 08:53   | Imeru 3    | 2,30 km  | Jari-Matti Latvala           | 1:57.3  | 70,6 km/h  | Mikko Hirvonen    |
| 3. nap (November 2) | 25. | 10:06   | Sapporo 5  | 1,49 km  | Aji Kim                      | 1:45.7  | 50,7 km/h  | Mikko Hirvonen    |
| 3. nap (November 2) | 26. | 11:58   | Koyka 2    | 3,57 km  | Mikko Hirvonen               | 2:08.6  | 99,9 km/h  | Mikko Hirvonen    |
| 3. nap (November 2) | 27. | 12:47   | Iwanke 2   | 13,57 km | Mikko Hirvonen               | 8:39.9  | 94,0 km/h  | Mikko Hirvonen    |
| 3. nap (November 2) | 28. | 13:12   | Sikot 2    | 27,76 km | Petter Solberg               | 18:00.2 | 92,5 km/h  | Mikko Hirvonen    |
| 3. nap (November 2) | 29. | 13:44   | Imeru 4    | 2,30 km  | Petter Solberg               | 2:03.8  | 66,9 km/h  | Mikko Hirvonen    |

## Végeredmény
|          | Versenyző            | Navigátor        | Autó                     | Idő       | Különbség | Pont |
| -------- | -------------------- | ---------------- | ------------------------ | --------- | --------- | ---- |
| 1.       | Mikko Hirvonen       | Jarmo Lehtinen   | Ford Focus RS WRC 07     | 3:25:03.0 | 0.0       | 10   |
| 2.       | Jari-Matti Latvala   | Miikka Anttila   | Ford Focus RS WRC 07     | 3:25:34.1 | 31.1      | 8    |
| 3.       | Sébastien Loeb       | Daniel Elena     | Citroën C4 WRC           | 3:27:33.6 | 2:30.6    | 6    |
| 4.       | Chris Atkinson       | Stéphane Prévot  | Subaru Impreza WRC2008   | 3:28:45.4 | 3:42.4    | 5    |
| 5.       | Per-Gunnar Andersson | Jonas Andersson  | Suzuki SX4 WRC           | 3:30:15.9 | 5:12.9    | 4    |
| 6.       | Toni Gardemeister    | Tomi Tuominen    | Suzuki SX4 WRC           | 3:31:12.4 | 6:09.4    | 3    |
| 7.       | Matthew Wilson       | Scott Martin     | Ford Focus RS WRC 07     | 3:32:08.3 | 7:05.3    | 2    |
| 8.       | Petter Solberg       | Phil Mills       | Subaru Impreza WRC2008   | 3:38:22.9 | 13:19.9   | 1    |
| PWRC     |                      |                  |                          |           |           |      |
| 1. (10.) | Juho Hänninen        | Mikko Markkula   | Mitsubishi Lancer Evo IX | 3:43:30.4 | 0.0       | 10   |
| 2. (11.) | Jevgenyij Novikov    | Dale Moscatt     | Mitsubishi Lancer Evo IX | 3:43:36.7 | 6.3       | 8    |
| 3. (12.) | Arai Tosihiro        | Glenn MacNeall   | Subaru Impreza WRX STI   | 3:43:39.6 | 9.2       | 6    |
| 4. (13.) | Eyvind Brynildsen    | Mathieu Giraudet | Mitsubishi Lancer Evo IX | 3:47:18.2 | 3:47.8    | 5    |
| 5. (14.) | Takuma Kamada        | Naoki Kase       | Subaru Impreza WRX STI   | 3:47:53.5 | 4:23.1    | 4    |
| 6. (15.) | Mirco Baldacci       | Giovanni Agnese  | Mitsubishi Lancer Evo IX | 3:50:11.0 | 6:40.6    | 3    |
| 7. (16.) | Tagucsi Kacuhiko     | Mark Stacey      | Mitsubishi Lancer Evo X  | 3:51:25.1 | 7:54.7    | 2    |
| 8. (18.) | Fumio Nutahara       | Daniel Barritt   | Mitsubishi Lancer Evo X  | 3:58:39.3 | 15:08.9   | 1    |